# Accidente ferroviario de Hoboken

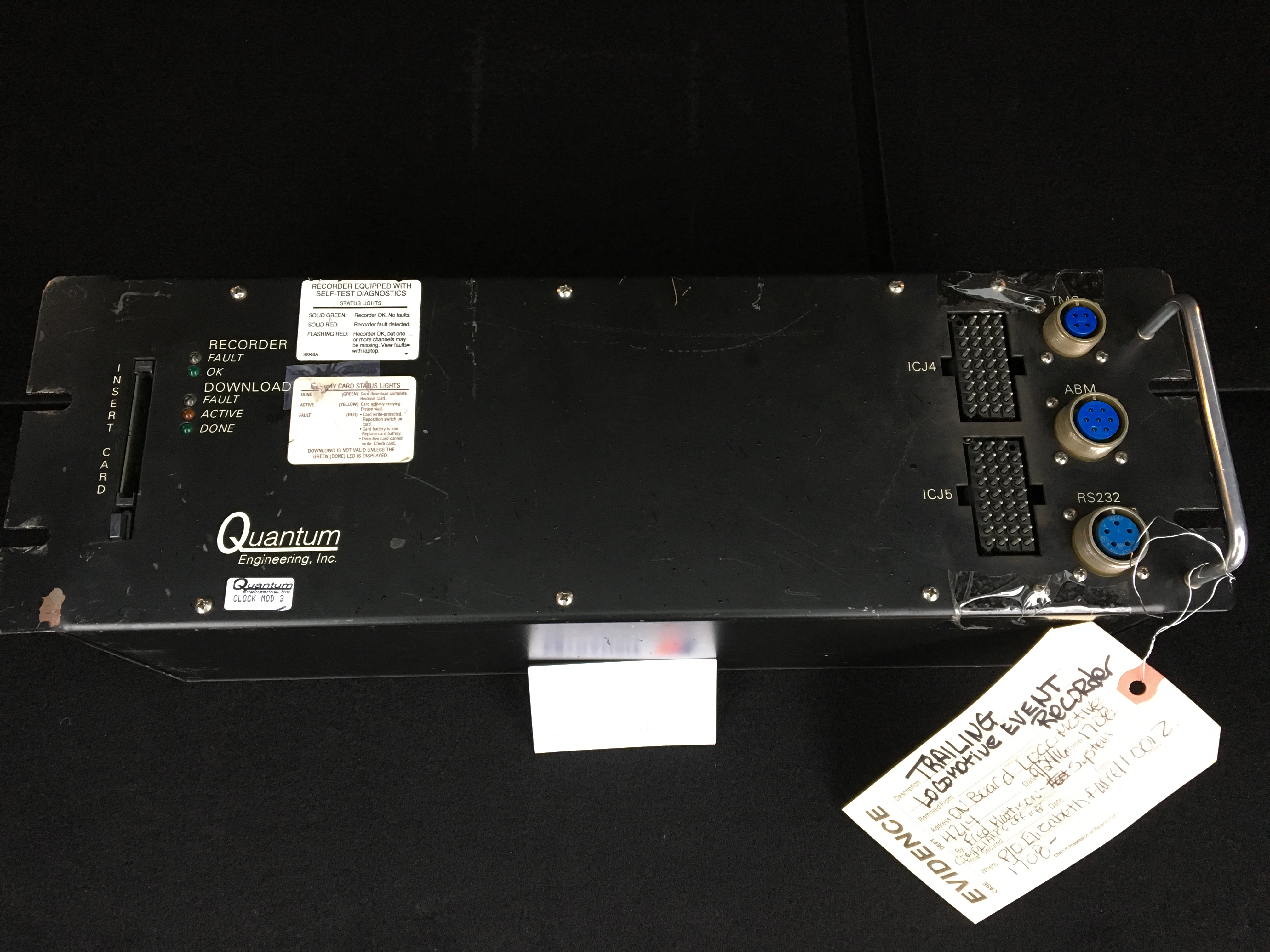
Caja negra del tren involucrado en el accidente.

El 29 de septiembre de 2016, tuvo lugar un accidente ferroviario en la Terminal Hoboken, Nueva Jersey, donde un tren de cercanías del New Jersey Transit colisionó contra un muro de la estación. El siniestro se produjo durante la hora pico de la mañana, en uno de los centros de transporte más concurridos de la región de Nueva York. Los eventos que llevaron al accidente siguen sin estar claros, pero están siendo investigados. Los informes iniciales indican que al menos una persona ha muerto y hubo más de 108 heridos. El maquinista, que estaba en la parte delantera del coche, está entre los heridos.

## Accidente
El tren número 1614 de la línea Pascack Valley dejó la estación de Spring Valley, Nueva York, con destino a Hoboken, y se estrelló en la terminal Hoboken alrededor de las 8:45 AM EDT. El tren sobrepasó la topera y llegó a la pared que está justo antes del área de espera de la estación. El primer coche quedó con importantes daños estructurales.
Un testigo declaró que el tren «nunca bajó la velocidad» cuando se adentró en la estación, al final de la línea.

## Víctimas
El accidente causó al menos una muerte, y alrededor de un centenar de personas resultaron heridas. Los heridos fueron llevados principalmente al Centro Médico de Jersey City y al Centro Médico de la Universidad Hoboken, y al menos uno fue enviado al Christ Hospital.

## Impacto
Los informes de testigos oculares indican que porciones del techo de la estación se derrumbaron, que parte del techo del tren colapsó, y que había agua derramada en el sitio del accidente. Hubo grandes daños estructurales a la estación.
Tras el desastre, el servicio de trenes hacia y desde la estación Hoboken (incluyendo el servicio de la Autoridad Portuaria Trans-Hudson) fue suspendido, y los autobuses y ferries locales comenzaron a aceptar a pasajeros con billetes de tren.

## Investigación
La Junta Nacional de Seguridad del Transporte (National Transportation Safety Board, NTSB) está investigando el accidente. Un equipo de la NTSB fue enviado a la escena. La Administración Federal de Ferrocarriles también envió investigadores.